# エウスカルドゥナ国際会議場・コンサートホール
エウスカルドゥナ国際会議場・コンサートホール（エウスカルドゥナ こくさいかいぎじょう・コンサートホール、スペイン語: Palacio Euskalduna de Congresos y de la Música, バスク語 : Euskalduna Jauregia）は、スペイン・バスク州ビスカヤ県ビルバオにある複合施設。会議場、コンサートホール、劇場などを内包している。エウスカルドゥナ宮殿(スペイン語: Palacio Euskalduna)とも呼ばれる。

## 歴史
ネルビオン川の河岸、かつてエウスカルドゥナ造船所があった場所に建てられた。設計はフェデリコ・ソリアーノとドロレス・パラシオス。1994年に建設が開始され、1999年2月に開館した。4室の会議場（230席、270席、103席、130席）、8室のミーティングルーム、主にビルバオオペラ愛好者協会(ABAO)とビルバオ交響楽団が使用する2,164席のコンサートホール、614席の劇場、レストラン、コンベンション・センター、ギャラリーを内包している。2003年には国際会議場協会によって「世界最高の会議場」に選ばれた。

## 地理
ビルバオ・グッゲンハイム美術館があるアバンドイバラ地区に位置している。アバンドイバラ地区は1990年代以降に再開発がなされ、美術館や国際会議場の他にも、イベルドローラ・タワーやスビアルテ・ショッピングセンターなどが建設されている。ネルビオン川を挟んで対岸にはデウスト大学が位置している。コンサートホールはビルバオ・トラムA線の駅、メトロ・ビルバオL-1、L-2の駅、セルカニアス・ビルバオC-1、C-2の駅に接続している。